# Coupe de Tunisie de football 1929-1930
Navigation
Coupe de Tunisie 1926-1927 Coupe de Tunisie 1930-1931
La Coupe de Tunisie de football 1929-1930 est la 6e édition de la coupe de Tunisie, une compétition à élimination directe mettant aux prises l’ensemble des clubs évoluant en Tunisie et engagés dans cette épreuve. 
Organisée par la Ligue de Tunisie de football (LTFA), elle est disputée après une interruption de deux années. Le tirage au sort est orienté par région jusqu'aux huitièmes de finale.

## Résultats

### Premier  tour préliminaire
Il est organisé le 1er décembre 1929.
- Savoia de La Goulette - Club athlétique de La Marsa : 1 - 0
- Union goulettoise - Étoile sportive de l'Ariana : 2 - 1
- Italia de Tunis - Kram olympique : 5 - 0
- Football Club du Kram - Club africain : 4 - 1
- Football Club sioniste - Effort sportif : 1 - 0
- Étoile sportive du Sahel - Union sportive Patriote-Cheminots (Sousse)[1] : 3 - 2
- Sfax railway sport - Club sportif gabésien : 5 - 3
- Sion Club (Sfax) - Caprera (Sfax) : 4 - 1

### Deuxième tour éliminatoire
Le deuxième tour éliminatoire est disputé le 5 janvier 1930 et le 12 janvier pour les matchs rejoués.
- Union sportive tunisienne - Jeunesse de Hammam Lif : 3 - 2 (a. p.)
- Club sportif des cheminots - Savoia de La Goulette : 1 - 1 puis 3 - 0
- Jeanne d'Arc -  Union goulettoise : 0 - 0 et 2 - 1
- Italia de Tunis - Racing Club de Tunis : 1 - 0
- Sporting Club de Tunis - Football Club du Kram : 7 - 0
- Avant-garde de Tunis - Football Club sioniste : 9 - 0
- Red Star de Sousse - Étoile sportive du Sahel : 1 - 0
- Stade gaulois - Espérance sportive : 1 - 0
- Union sportive béjoise - Lutins de Tunis : 1 - 0
- Football Club bizertin - Club athlétique bizertin : 2 - 0
- Sporting Club ferryvillois - Audace de Bizerte : 1 - 1 puis 6 - 1
- Maccabi de Sousse - Union sportive Patriote-Cheminots (Sousse) : 3 - 1
- Sfax railway sport - Sion Club (Sfax) : 8 - 0
- Métlaoui Sport : qualifié d'office[2]
- Jeunesse sportive de Métlaoui : qualifié d'office[2]
- Sfax olympique : qualifié d'office[2]

### Huitièmes de finale
Les matchs sont disputés le 23 février 1930.
| Équipe 1                  | Équipe 2                      | Score 90'     |
| Union sportive tunisienne | Italia de Tunis               | 1 - 0         |
| Football Club bizertin    | Sporting Club ferryvillois    | 2 - 1         |
| Stade gaulois             | Club sportif des cheminots    | 1 - 0         |
| Red Star de Sousse        | Maccabi de Sousse             | 3 - 0         |
| Sfax railway sport        | Sfax olympique                | 3 - 1         |
| Métlaoui sport            | Jeunesse sportive de Métlaoui | 8 - 0         |
| Sporting Club de Tunis    | Union sportive béjoise        | 3 - 2 (a. p.) |
| Avant-garde de Tunis      | Jeanne d'Arc                  | 2 - 0         |

### Quarts de finale
Les matchs sont joués le 9 mars 1930.
| Équipe 1                  | Équipe 2               | Score 90'     |
| Sporting Club de Tunis    | Métlaoui Sport         | 6 - 2         |
| Union sportive tunisienne | Sfax railway sport     | 1 - 0         |
| Stade gaulois             | Red Star de Sousse     | 3 - 2 (a. p.) |
| Avant-garde de Tunis      | Football Club bizertin | 4 - 0         |

### Demi-finales
| Date         | Équipe 1                  | Équipe 2             | Score 90'      |
| 6 avril 1930 | Union sportive tunisienne | Avant-garde de Tunis | 0-0 puis 6 - 1 |
| 6 avril 1930 | Sporting Club de Tunis    | Stade gaulois        | 9 - 1          |

### Finale
| Date        | Équipe 1                  | Équipe 2               | Score 90' |
| 24 mai 1930 | Union sportive tunisienne | Sporting Club de Tunis | 2 - 1     |

La finale est arbitrée par Ali Raïes, secondé par Abdelhamid Bellamine et Belhassen Ben Chedly, tous les trois étant des dirigeants du Club africain.

## Source
- Journal Tous les sports, années 1929 et 1930